# Oprești, Argeș
Oprești este un sat în comuna Stâlpeni din județul Argeș, Muntenia, România.